# Pave Innocens 10.
Pave Innocens 10. (6. maj 1574 – 7. januar 1655; født Giovanni Battista Pamphilj) var pave fra år 1644, hvor han blev valgt, frem til sin død i 1655.
Innocens var 70 år, da han blev pave og besluttede at ombygge sit barndomshjem, der lå til venstre for kirken Santa Agnese på Piazza Navona, til et palads. Han købte de omkringliggende ejendomme op. Brasilien har haft sin ambassade i paladset siden 1920,  men i Innocens' tid regerede hans svigerinde Olimpia Maidalchini dér. Hun var to gange blevet enke og sad nu med en formue og de tre børn Camillo, Maria og Costanza. Da hendes svoger så blev pave, ville hun flytte ind i Vatikanet, men statssekretæren fik det forpurret. I de elleve år, Innocens var pave, sad Olimpia med den reelle magt i Rom. Den "talende statue" Pasquino sagde det sådan: "Innocens er mere lydig mod Olimpia end mod Olympen" og tilføjede, at Olim pia – nunc impia (= engang from, nu ufrom). Olimpia udvirkede, at hendes søn Camillo blev udnævnt til kardinal i en alder af kun 22 år, og selv sikrede hun sig værdifulde ejendomme. Blandt romerne gik hun under navnet la pimpaccia di Piazza Navona (= den udmajede kælling fra Piazza Navona). I det hellige år 1650, hvor Olimpia havde forstået at være midtpunktet i fejringen på bekostning af paven, fik flere kardinaler nok, og da paven i september udnævnte en ung slægtning til kardinal, fik denne også overdraget familiepaladset. Tre år senere blev Olimpia dog forsonet med sin svoger igen, og de to sidste år af sit liv var han helt i hendes magt. Hun boede nu i Vatikanet og tilberedte pavens mad for at sikre ham mod at blive forgiftet.
Straks han var udåndet i januar 1655, skyndte Olimpia sig at stjæle to kasser med guld, han havde gemt under sengen. Hun blev bedt om at bekoste hans begravelse, men undskyldte sig med, at hun var en fattig enke. Da den døde blev ført fra Quirinalpaladset til Peterskirken, var et klæde smidt så tilfældigt over ham, at fødderne stak frem, og da ingen ville påtage sig noget ansvar, blev han efter tre dage på lit de parade lagt ind på håndværkernes redskabslager. En murer sørgede for et tændt lys ved hovedgærdet og betalte for en vagt til at jage mus og rotter væk. Til sidst erklærede to præster sig villige til at betale for en kiste. Innocens' efterfølger, Alexander 7., sørgede for at forvise Olimpia fra Rom, og hun døde på sit slot i San Martino i 1657. Paladset på Piazza Navona forblev i slægtens eje, til den uddøde ca. 1750. Romersk folketro vil dog have det til, at Olimpia hver nat i en sort karet forspændt med fire ildsprudende heste kører fra Piazza Navona til sin villa ved Porta San Pancrazio. 